# Ermengol de Roergue
Ermengol I (ca. 870 - 937) fou un noble occità, comte de Roergue (919-937) i comte de Carcí (919-937), cocomte de Nimes i Albi.

## Orígens familiars
Fill d'Odó I, comte de Tolosa i de Garsenda d'Albí. Va heretar a la mort del seu pare l'any 919 el Comtat de Roergue i el Comtat de Carcí i certs drets a Albi, a Nimes i a la marca de Gòtia o Septimània.

## Núpcies i descendents
Es casà l'any 895 amb Adelaida, i van tenir sis fills:
- Adelaida de Roergue (895- ?), casada amb Rodolf I, comte de Turena
- Riquilda de Tolosa (900-955), casada amb Sunyer I, comte de Barcelona, comte de Girona i comte d'Osona
- Ramon II de Roergue (905-961), comte de Roergue (drets a Albi, Nimes i Septimània o Gòtia).
- Hug I de Carcí (910-961), comte de l'Alt Carcí
- Esteve (915-967), comte de Gavaldà
- Garsenda de Roergue (920-?)